# 虹の松原一揆
虹の松原一揆（にじのまつばらいっき）は、明和8年（1771年）に肥前国唐津藩で発生した一揆である。唐津城に近い虹の松原（現在の佐賀県唐津市）に集結した農民が新税の撤回を要求、藩にこれを認めさせた。
なお、「虹の松原」は明治時代以後の呼称であり、当時は「二里松原」と呼ばれていた。この事件ももとは「松原寄り」と呼ばれていた。

## 概要
当時の唐津藩主水野忠任が課した農民への増税に対して不満が高まり、これに対して一揆が計画された。
虹の松原は、もともと唐津藩の初代藩主寺沢広高の命令で植林された防風林であるが、当時は幕府の直轄領（天領）となっていた。唐津城にも近い松原に集団で立てこもることで武力的に威嚇するとともに、天領での事件ということで幕府から唐津藩への処罰をも懸念させる事態とした。また、役人達に発覚しないように、統制のとれた行動ができるよう、緻密な計画を立て実行された。
最終的には武力的衝突もなく、一滴の血も流さず、農民は唐津藩に増税を撤回させることに成功した。しかし、面目を潰された藩は以後厳しい取り調べを行ったため、その翌年、指導者であった冨田才治ら4人は見かねて首を差し出すことで合意、西の浜で処刑されることでこの事件を終結させた。